# Zaxxon's Motherbase 2000
Zaxxon's Motherbase 2000 is een computerspel voor het platform Sega 32X. Het spel werd uitgebracht in 1995. Het speelveld wordt isometrisch weergegeven.

## Ontvangst
| Beoordeeld door                      | Datum           | Score |
| ------------------------------------ | --------------- | ----- |
| GameFan Magazine                     | juni 1995       | 80%   |
| GamePro (USA)                        | juli 1995       | 70%   |
| IMPLANTgames                         | 7 mei 2009      | 70%   |
| SEGA-Mag (Objectif-SEGA)             | 2007            | 70%   |
| Electronic Gaming Monthly (EGM)      | juni 1995       | 54%   |
| Sega-16.com                          | 9 januari 2006  | 50%   |
| Video Games & Computer Entertainment | juli 1995       | 50%   |
| IGN                                  | 3 december 2008 | 40%   |
| All Game Guide                       | 1998            | 30%   |
| The Video Game Critic                | 13 mei 2000     | 16%   |